# Dracula und seine Bräute
Dracula und seine Bräute (Originaltitel: The Brides of Dracula) ist ein Horrorfilm der britischen Film-Produktionsfirma Hammer aus dem Jahr 1960 und nach Dracula die zweite Vampirverfilmung von Terence Fisher.

## Handlung
Die junge Lehrerin Marianne Danielle ist auf dem Weg nach Transsilvanien, um ihre neue Stellung anzugehen. Als ihr Kutscher sie nach einer Rast in einem Gasthaus zurücklässt und ohne sie weiterfährt, schlägt sie die Warnungen der eingekehrten Dorfbewohner aus und nächtigt auf Schloss Meinster, nachdem die alte Baroness Meinster sie eingeladen hat. Die Schlossherrin lebt dort weitestgehend zurückgezogen mit ihrer betagten Dienerin Greta und ihrem Sohn, einem attraktiven jungen Mann. Von ihm erzählt die Baronin, er sei wahnsinnig und gefährlich. In einem abgelegenen Flügel des Schlosses ist er deshalb mit einer langen Silberkette an seinem Bein gefesselt, die ihm die Bewegungsfreiheit nimmt.
Als Marianne den Sohn entdeckt, zeigt sich der junge Baron äußerst charmant und erklärt, er sei Gefangener seiner despotischen Mutter, die ihm seine Ländereien und seinen guten Namen gestohlen habe. Aus Mitleid beschließt Marianne, ihm zu helfen. Sie stiehlt aus dem Zimmer der Baronin den Schlüssel zu seiner Kette und befreit ihn. Als der befreite Baron seiner entsetzen Mutter gegenübersteht, ziehen sich die beiden zurück. Marianne soll ihr Gepäck zur späteren Flucht mit dem Baron holen. Etwas später erscheint die hysterische Greta, die sich schon immer um den jungen Baron Meinster gekümmert hat, und zwingt Marianne, sich anzusehen, was sie angerichtet habe: Die alte Baroness liegt mit blutigen Bissspuren am Hals tot in ihrem Zimmer.
Marianne flieht in die Nacht hinaus, wo sie von Dr. van Helsing gefunden wird. Mit seiner Hilfe erreicht sie das Mädchen-Pensionat, welches das eigentliche Ziel ihrer Reise ist, da sie dort als Lehrerin arbeiten soll. An ihrer Geschichte interessiert, verfolgt Dr. van Helsing Mariannes Spur zurück und kommt zu Schloss Meinster, wo er die alte Baroness antrifft. Diese ist inzwischen als Vampir auferstanden, erfüllt von Schuldgefühlen und Abscheu vor sich selbst. Von ihr erfährt van Helsing, was sich in der Vergangenheit zugetragen hat: Die Männer, mit denen der Baron einst zechte, verdarben ihn, bis „einer kam“, der ihn zu dem machte, was er jetzt ist. Am nächsten Morgen „erlöst“ van Helsing sie durch einen hölzernen Pfahl ins Herz und verlässt das Schloss.
In der Zwischenzeit hat Baron Meinster das Dorfmädchen Gina und später auch die spröde Lehrerin Carla zu seinesgleichen gemacht. Als Carla nach der tödlichen Nacht mit dem Vampir aus ihrem Sarg steigt und Marianne verrät, dass er sich mit seinen Bräuten in einer alten Windmühle versteckt, will Dr. van Helsing Baron Meinster dort stellen. Doch der Vampir überwältigt seinen Jäger und schafft es, ihn in den Hals zu beißen. Eingeschlossen in der Mühle, sieht sich Dr. van Helsing dem Grauen der eigenen Vampirisierung ausgesetzt und überwindet sich dazu, die Bisswunde an seinem Hals mit einem glühenden Eisen auszubrennen und mit Weihwasser zu neutralisieren.
Da Baron Meinster auch Marianne zu seiner Braut für die Ewigkeit machen will, entführt er sie in die alte Windmühle, wo er sie vor den Augen van Helsings beißen will, doch der Vampirjäger schüttet ihm aus einem Flakon Weihwasser ins Gesicht, welches sich wie Säure in das Gesicht des Vampirs frisst. Als Baron Meinster zurückweicht, stößt er eine Laterne um, und die Mühle geht, zusammen mit seinen untoten Gespielinnen, in Flammen auf. Dr. van Helsing und Marianne können sich über einen Windmühlenflügel retten, indem sie sich an ihm festhalten und der Schwerkraft zufolge zu Boden gleiten lassen. Dabei bilden die vier Flügel der Windmühle ein aufrechtes Kreuz und werfen durch das Licht des Feuers einen riesenhaften Schatten auf den Boden und auf den Baron, der von diesem Kreuz überschattet und fixiert nicht mehr fliehen kann und röchelnd und schreiend krepiert.

## Kritiken
- Cinema: „Zwei Jahre nach dem legendären ‚Dracula‘ mit Christopher Lee legte der Brite Terence Fisher für die Hammer-Produktion diesen stimmungs- und stilvollen Vampirfilm nach.“

- Alan Frank vom Horror Film Handbook meint, dass der Film „voll von gotischen Einfällen, prachtvoller Atmosphäre und für seine Zeit bemerkenswert offen“ sei.[1]

## Hintergrund
Im Vorfeld der Produktion gab es erhebliche Drehbuchprobleme, weswegen gleich drei Autoren für das Manuskript verpflichtet wurden. Die anhaltenden Unstimmigkeiten veranlassten Filmproduzent Anthony Hinds, es ebenfalls als Autor zu versuchen. Unter dem Pseudonym John Elder schrieb er in den folgenden Jahren diverse Filmszenarien, die maßgeblich die Horrorfilmproduktion von Hammer prägten.
- Alternative Arbeitstitel für den Film waren „Dracula 2“ und „Disciple of Dracula“ („Draculas Schüler“).
- Dracula selbst taucht, trotz des Titels, in diesem Film nicht auf, wird jedoch zweimal namentlich erwähnt, einmal im Prolog und ein weiteres Mal von van Helsing.
- Im ursprünglichen Drehbuchentwurf sollten die Bräute des Barons von einem Schwarm Fledermäuse getötet werden. Dies wurde jedoch von Hauptdarsteller Peter Cushing abgelehnt, da er meinte, dieses Ende sei zu „magisch“ für die Figur des Professors van Helsing. Die Idee wurde drei Jahre später in Hammers drittem Vampirfilm Der Kuss des Vampirs realisiert.
- Ein Großteil der Innenaufnahmen wurde in den Bray Studios in London gedreht. Die Außenaufnahmen fanden in der Umgebung von Black Park und Oakley Court statt.
- Eine Szene aus diesem Film (Carla entsteigt als Vampirin ihrem Sarg und bedrängt Marianne) war in Matrix Reloaded zu sehen, auf einem Fernseher im Hinterzimmer eines Clubs des Merowingers.